# Browning X-Bolt

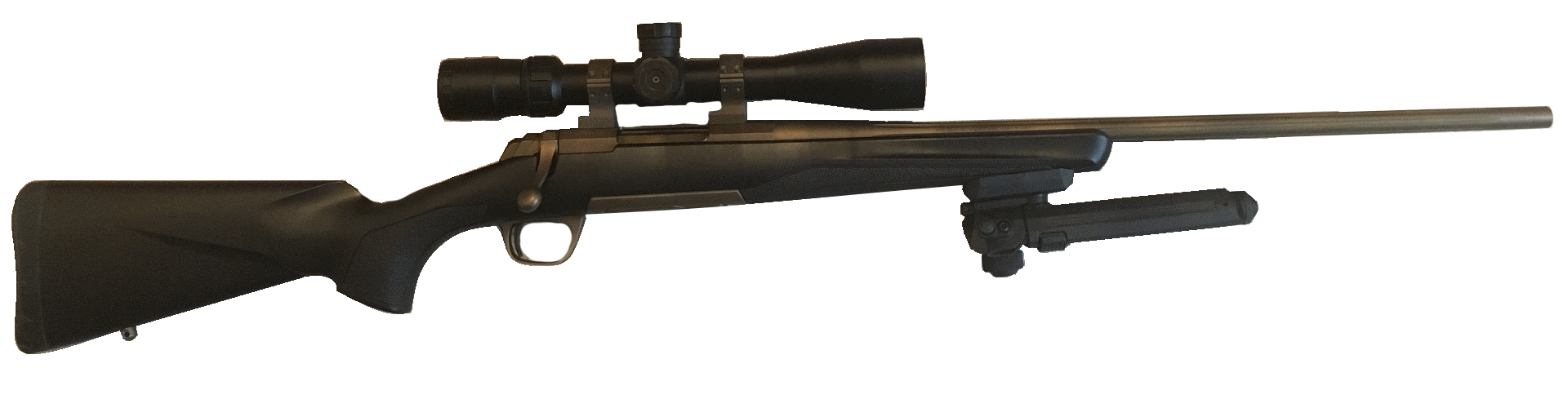
Browning X Bolt.png

El rifle X-Bolt es un rifle de cerrojo diseñado por Browning Arms Company . Es fabricado por Miroku Corp. en Japón.

## Descripción
El nombre X-BOLT proviene del sistema de montaje X-Lock, que requiere de 4 pernos por anillo para montar una mira telescópica. Además, utiliza el X-BOLT Feather Trigger, que cuenta con un gatillo ajustable.

## Variaciones
Hay muchas variaciones del X-Bolt, pero la mayoría presentan solo pequeñas diferencias, como el tipo y material de la culata, longitudes de cañón y tipo de acabado: 
- RMEF Special Hunter
- RMEF White Gold
- Compuesto 3D Birds Eye Maple Blued / Stainless
- Composite Stalker
- Eclipse Hunter
- Stalker Typhon Suppressor Ready
- Hell's Canyon
- Hunter
- Hunter, Lef-Hand
- Long Range Hunter
- Medallion
- Medallion Maple
- Medallón, Left Hand
- Micro Buckthom
- Micro Hunter
- Micro Hunter, Left Hand
- Micro midas
- SSA Predator Hunter
- Stainles Stalker
- Varmint Stalker
- White Gold